# Aéroport d'Assiout
L'aéroport d'Assiout (en arabe : مطار أسيوط) (code IATA : ATZ • code OACI : HEAT) est un aéroport à Assiout, en Égypte.

## Situation
| \| 100 km1:14 084 000 \| Abou Simbel Taba Sohag Marsa · Alam Louxor Hurghada El-Arich El Nouzha Charm el-Cheikh Le Caire Borg El Arab Assouan Assiout Marsa Matruh |
| 100 km1:14 084 000 |

## Statistiques
Pour des raisons techniques, il est temporairement impossible d'afficher le graphique qui aurait dû être présenté ici.

Voir la requête brute et les sources sur Wikidata.

## Compagnies et destinations
| Compagnies       | Destinations                                                                  |
| ---------------- | ----------------------------------------------------------------------------- |
| Air Arabia       | Charjah                                                                       |
| Air Cairo        | Amman-Reine-Alia, Buraydah, Djeddah - Roi-Abdelaziz, Koweït, Riyad-roi Khaled |
| Air Leisure      | Djeddah - Roi-Abdelaziz                                                       |
| EgyptAir         | Le Caire                                                                      |
| EgyptAir Express | Le Caire                                                                      |
| FlyEgypt         | Amman-Reine-Alia, Koweït                                                      |
| Flynas           | Djeddah - Roi-Abdelaziz, Riyad-roi Khaled                                     |
| Jazeera Airways  | Koweït                                                                        |
| Wataniya Airways | Koweït                                                                        |

Édité le 06/07/2018